# Тирнавос
Тирнавос (на гръцки: Τύρναβος) е град в Тесалия, Гърция. Намира се северно от Лариса в полите на първите северни възвишения на края на Тесалийското поле.

## География
През града протича река Титарисос, най-големия ляв приток на Пеней, който последния приема преди да навлезе в Темпейската долина.

## История[3]
Районът на Тирнавос е включен като граничен в епархията на Стаги (Каламбака), но в рамките на Охридска архиепископия.
Градчето е основано в 1423 година от Турахан бей, който събира в него поселници от близкоразположените села. Видно и от етимологията на името му, Тирнавос е негръцко селище, чийто разцвет настъпва по османско време. Тирнавос ведно с околността му е хас на сина на Турахан бей.
През 1666 година Тирнавос има 18 църкви и 3 джамии. През 1770 година Тирнавос е цветущ османски град, поддържащ търговски връзки с далечни места и земи. В града има 16 църкви и 6 джамии. Най-голям разцвет градът бележи през 17 – 18 век, когато достига своя демографски пик от 35 хил. жители, т.е. огромен за времето си османски град в Румелия. Към края на XVIII век градът има 20 000 жители с 4000 къщи (за сравнение през 1860 г. градът е имал 4500 – 5000 жители с 1000 къщи). Тирнавос е европейски бояджийски център по това време, който до началото на XIX век оцелява и като текстилен център.
Най-тежкият удар градът преживява през 1791/1792 година, когато голяма чумна епидемия покосява цяла Тесалия. Чумни вълни редовно засягат Тесалия по османско време, но тази е особено интензивна и взема огромни жертви. След този удар, и особено след последващия още по-тежък от 1812/1813 година, при който загиват 8600 негови жители, Тирнавос така и не възстановява предходното си състояние. Според сведенията, чумата от началото на ΧΙΧ век е пренесена в Тирнавос от един татарин. Освен това, градът и прилежащата му област са арена на чести кърджалийски сблъсъци по времето на Али паша Янински.
От 1 септември 1881 година по силата на Цариградския договор Кралство Гърция получава цяла Тесалия с Тирнавос без Еласона.
Според гръцките преброявания на населението, на 31 март 1883 година Тирнавос има 8113 жители, а на 27 септември 1890 година дем Тирнавос – 11485 жители.
На 12 април 1897 година по време на Гръцко-турската война от края на 19 век, османската армия влиза в Тирнавос, а местните гърци панически бягат към Лариса. През месец май същата година Тирнавос е върнат във владение на Гърция.

## Фестивал „Бурени“
Тирнавос е известен в цяла Гърция с ежегодния си фестивал, който се отбелязва официално от 1898 г., и който общоградски празник е редовно осъждан и анатемосван като езически от Гръцката православна църква заради изобразяването на еректирал фалос по време на провеждането му. Древната традиция свързва празника с Дионис, а отбелязването му – с плодородието.